# A Nagy Francia Forradalom és Napoleon
A Nagy Francia Forradalom és Napoleon egy 20. század elején megjelent népszerű–ismeretterjesztő történelmi szintézis, bizonyos szempontból egy kisebb könyvsorozat.

## Jellemzői
A Nagy Francia Forradalom és Napoleon egyike volt a 20. század elején megjelent nagy irodalmi vállalkozásoknak. A mű a körülbelül az 1710-es évek (XIV. Lajos francia király halála) és a Bonaparte Napóleon halála (1821) közötti időszak francia történelmét dolgozta fel népszerű–ismeretterjesztő stílusban. A nagy művet több író készítette el (Adorján Andor, Seress László, Zilahi Kiss Béla), terjedelme 5 nagy alakú (25 x 34 cm) kötet, illetve 1466 nyomtatott oldal. A szerkesztői feladatokat az ismert történész, Borovszky Samu látta el, bevezető tanulmányt pedig Pekár Gyula szépíró–újságíró írt a mű elejére.
Az 1911-ben megjelent alkotás végül valódi díszművé sikeredett: aranyozott egészvászon kötést kapott, a kötés táblákon aranyozott fém keretben színezett leporello domború kép került. Illusztrációs anyagát számos fénykép, képek, festmények, és rajzokkal képezte.
A mű nem azonos az 1913–1914-ben megjelent hasonló témakörű, szintén több kötetes Forradalom és császársággal.

## Új kiadás
A mű fakszimile vagy elektronikus kiadással nem rendelkezik. 

## Kötetbeosztása
| Kötetszám  | Kötetcím                                    | Szerző                            | Kiadási év | Oldalszám |
| ---------- | ------------------------------------------- | --------------------------------- | ---------- | --------- |
| I. kötet   | A rokokó század. A forradalom előkészítői   | Adorján Andor                     | 1911       | 316       |
| II. kötet  | A forradalom XVI. Lajos király lefejezéséig | Seress László                     | 1911       | 280       |
| III. kötet | A rémuralom. A guillotine kora              | Seress László és Adorján Andor    | 1911       | 285       |
| IV. kötet  | Bonaparte Napoleon                          | Zilahi Kiss Béla és Seress László | 1911       | 328       |
| V. kötet   | Napoleon császár                            | Seress László                     | 1911       | 264       |